# Fabiane Niclotti
Fabiane Niclotti (Gramado, 6 ottobre 1984 – Gramado, 28 giugno 2016) è stata una modella brasiliana di origini italiane, eletta Miss Brasile 2004 il 15 aprile presso il Credicard Hall di San Paolo in rappresentanza dello stato di Rio Grande do Sul.
Al momento dell'incoronazione, Fabiane Niclotti aveva diciannove anni e stava studiando per diventare infermiera.
Successivamente la Niclotti ha rappresentato il Brasile in occasione del concorso di bellezza internazionale Miss Universo 2004, che si è tenuto il 1º giugno 2004 presso il Centro de Convenciones CEMEXPO di Quito in Ecuador. Vincitrice del concorso è risultata essere l'australiana Jennifer Hawkins, mentre la Niclotti non è riuscita a superare le fasi preliminari del concorso.
Nel 2012, Fabiane Niclotti ha fatto parte della giuria del concorso di bellezza regionale Miss Rio Grande do Sul, lo stesso da cui era partita la sua carriera.
È stata trovata morta nel suo appartamento nel giugno 2016 all'età di 31 anni.